# ナフタレン-1,2-ジオキシゲナーゼ
ナフタレン-1,2-ジオキシゲナーゼ（naphthalene 1,2-dioxygenase）は、メチルナフタレン、ナフタレン、アントラセン、フルオレン、エチルベンゼン分解酵素の一つで、次の化学反応を触媒する酸化還元酵素である。
ナフタレン + NADH + H+ + O2 {\displaystyle \rightleftharpoons } (1R,2S)-1,2-ジヒドロナフタレン-1,2-ジオール + NAD+
反応式の通り、この酵素の基質はナフタレンとNADHとH+とO2、生成物は(1R,2S)-1,2-ジヒドロナフタレン-1,2-ジオールとNAD+である。補因子として鉄を用いる。
組織名はnaphthalene,NADH:oxygen oxidoreductase (1,2-hydroxylating)で、別名にnaphthalene dioxygenase、naphthalene oxygenase、NDOがある。